# 廖宏強
廖宏強（1967年8月31日—），出生於馬來西亞柔佛州居鑾，福建省安溪人，小學畢業於居鑾中華三小， 中學畢業於居鑾中華中學， 大學就讀於國立台灣大學醫學系。 目前為一般內科及急診醫學科專科醫師，為著名馬來西亞旅台醫生作家，馬來西亞《星洲日報》專欄特約作者。
著有小說《被遺忘的武士》（2006，吉隆坡大將出版社）、《皮影》(2012，吉隆坡大將出版社)、《會飛的貓》，散文《獨立公園的宣言》、《我是急診人》，合著油畫散文集《南山之戀》。作品收入馬來西亞當代小說家選集。2013年其母校（居銮中华中学）前校长陈诗圣因车祸去世后，他在《星洲日报》刊文赞扬了陈校长对学校的贡献。